# Brännan
Brännan este o arie protejată (arie specială de conservare — SAC, sit de importanță comunitară — SCI) din Suedia întinsă pe o suprafață de 154,9 ha, integral pe uscat.

## Localizare
Centrul sitului Brännan este situat la coordonatele 59°35′42″N 11°58′35″E / 59.5949°N 11.9765°E.

## Înființare
Situl Brännan a fost declarat sit de importanță comunitară în aprilie 2004 pentru a proteja 1 specie de plante. Situl a fost protejat și ca arie specială de conservare în martie 2011.

## Biodiversitate
Situată în ecoregiunea boreală, aria protejată conține 3 habitate naturale: Taiga vestică, Mlaștini împădurite, Mlaștini turboase de tranziție și turbării mișcătoare.
La baza desemnării sitului se află o specie protejată de  plante: Buxbaumia viridis.